# 1429
| 1429               |
| ------------------ |
| Dødsfald - Fødsler |
|                    |

| Gregoriansk kalender | 1429 MCDXXIX            |
| Ab urbe condita      | 2182                    |
| Armensk kalender     | 878 ԹՎ ՊՀԸ              |
| Kinesiske kalender   | 4125 – 4126 戊申 – 己酉 |
| Etiopisk kalender    | 1421 – 1422             |
| Jødisk kalender      | 5189 – 5190             |
| Hindukalendere       |                         |
| - Vikram Samvat      | 1484 – 1485             |
| - Shaka Samvat       | 1351 – 1352             |
| - Kali Yuga          | 4530 – 4531             |
| Iransk kalender      | 807 – 808               |
| Islamisk kalender    | 832 – 833               |

Konge i Danmark: Erik 7. 1396-1439
Se også 1429 (tal)

## Begivenheder
- Jeanne d'Arc melder sig i verdenshistorien ved at erklære at Gud havde pålagt hende at frelse Orléans, føre Karl 7. til kroningskirken og fordrive englænderne fra Frankrig.
- 28. april - Jeanne d'Arc ankommer til Orléans
- 7. maj - Jeanne D'Arc bringer belejringen af Orléans til afslutning, da hun såret anfører de franske styrker. Hændelsen bliver et vendepunkt i Hundredårskrigen
- 12. juni - med Jeanne d'Arc som anfører indtager den franske hær byen Jargeau og pågriber den engelske kommandant
- 6. november - Henrik 6., som blev udpeget til konge i en alder af otte måneder, krones til konge af England. To år senere krones han også til konge af Frankrig i Paris